# Simon Larsson
För skådespelaren, se Simon Larson
Simon Larsson var en svensk stenhuggare verksam under 1600-talet.
Larsson var gesäll hos Michael Hacke 1650 och var verksam som stenhuggare hos Christian Pfundt 1655 och hos Joest Henne 1644 och slutligen hos Christian Julius Döteber 1646 För samtliga dessa mästare arbetade han vid deras arbeten i Stockholm och Uppland. Han var själv verksam vid Viks hus i Uppland 1659-1677 och han har troligen utfört huvudportalen på Viks hus.  